# Moisés Sierra
Moisés Sierra (ur. 24 września 1988) – dominikański baseballista występujący na pozycji prawozapolowego w organizacji Miami Marlins.
Sierra podpisał kontrakt jako wolny agent z Toronto Blue Jays i początkowo występował w klubach farmerskich tego zespołu, między innymi w Las Vegas 51s, reprezentującym poziom Triple-A. W Major League Baseball zadebiutował 31 lipca 2012 w meczu przeciwko Seattle Mariners, w którym zaliczył uderzenie. W marcu 2013 wraz z reprezentacją Dominikany zdobył złoty medal na turnieju World Baseball Classic.
W maju 2014 przeszedł do Chicago White Sox poprzez system transferowy zwany waivers, zaś pięć miesięcy później do Kansas City Royals. 16 marca 2016 został zawodnikiem organizacji Miami Marlins.